# NGC 7318A
NGC 7318A (również PGC 69260, UGC 12099 lub HCG 92d) – galaktyka eliptyczna (E2/P), znajdująca się w gwiazdozbiorze Pegaza w odległości około 300 milionów lat świetlnych. Została odkryta 23 września 1876 roku przez Édouarda Stephana. Galaktyka ta należy do Kwintetu Stephana, silnie oddziałując grawitacyjnie z innymi galaktykami grupy NGC 7317, NGC 7319 i NGC 7318B.